# L'Écluse numéro 1
Pour les articles homonymes, voir L'Écluse.
L'Écluse no 1 est un roman policier de Georges Simenon, écrit en avril 1933 à Marsilly (Charente-Maritime) et publié en juin 1933 chez A. Fayard avec pour l'édition originale une jaquette dessinée par Bernard Bécan. Il fait partie de la série des Maigret.

## Résumé
Après une soirée trop arrosée, le vieux Gassin, en regagnant son bateau, tombe à l'eau et est aussitôt agrippé par un deuxième homme en passe de se noyer. Ce dernier n'est autre qu'Émile Ducrau, le patron de Gassin. On les repêche et on s'aperçoit que Ducrau a reçu un coup de couteau dans le dos avant de se retrouver dans le canal. On parvient à le sauver et il demande l'intervention de la police, ce qui déclenche l'enquête de Maigret. Ducrau, non sans une secrète satisfaction, lui expose sa vie de famille : il mène une existence dissolue ; sa femme n'est guère qu'un souillon ; son fils Jean, malade et déséquilibré, n'a pas d'importance à ses yeux ; quant à sa fille, qui a épousé un militaire médiocre, seul l'argent de son père l'intéresse. Très vite, Maigret remarque Aline, jeune fille étrange et quelque peu arriérée mentalement. Elle est la mère d'un garçon, quoique tout le monde à Charenton, pense qu'elle élève ainsi son jeune frère, fruit d'une aventure quelconque de Gassin. Ducrau n'est pas le père de l'enfant, comme Maigret le soupçonne d'abord ; en revanche, il est le père d'Aline elle-même. Gassin, en fait, a toujours ignoré l'infidélité de sa femme. Jean se suicide, s'accusant d'avoir voulu tuer son père. Peu après, c'est Bébert, l'aide-éclusier, qui est trouvé pendu.
Gassin, après s'être saoulé plusieurs jours, rôde autour de Ducrau, projetant un crime. Le dénouement se joue à Samois, où Ducrau a invité Maigret dans sa maison de campagne. Ébranlé par les récents événements, il avoue au cours de la soirée que le jour de l'attentat, il s'est battu avec Bébert : il venait en effet de comprendre que ce dernier était l'amant d'Aline et le père de l'enfant. Bébert a eu le dessus, mais l'armateur l'a tué quelques jours plus tard. Jean, de son côté, avait cru, comme le commissaire, que Ducrau était le père de l'enfant ; il avait attribué l'attentat à Aline et s'était tué pour la sauver en s'accusant. Ducrau fait entrer Gassin, qui le guette au-dehors, pour tout lui avouer et tenter de se réconcilier avec lui. Mais Gassin essaie de le tuer, sans y parvenir. Lui aussi, il a fini par comprendre la vérité, et il ne peut pardonner à Ducrau de l'avoir trompé avec sa femme. C'est la nuit ; tout semble s'apaiser. Le lendemain, pourtant, Gassin est retrouvé pendu. Quant à Ducrau, Maigret le fait incarcérer.

## Aspects particuliers du roman
Le roman raconte la « dernière » enquête de Maigret. L’ambiance floue naît parfois d’un décor suggéré plutôt que décrit.
Outre son intrigue limpide et bien cernée, ce Maigret reste aujourd'hui curieux, l'auteur y cherchant encore les critères définitifs de son personnage. Maigret s'y prénomme Joseph et non Jules qui sera pourtant son prénom établi et le couple habite Boulevard Edgar-Quinet, dans le 14e parisien, soit sur la rive gauche et non  boulevard Richard-Lenoir, sur la rive droite  (au 132 qui, au reste, n'a jamais réellement existé). Plus curieux encore, ce héros balbutiant qui cherche ses marques, est ici à six jours de la retraite… Simenon se moquera toujours de la chronologie.

## Fiche signalétique de l'ouvrage

### Cadre spatio-temporel

#### Espace
- Charenton, Canal de Saint-Maurice (canal disparu vers 1950 nommé « canal de la Marne ») avec bassin à l'emplacement de l'île Martinet, quai des Carrières, rue des Carrières disparue en 1970 à l'emplacement de l'actuelle autoroute de l'Est
- Paris, quais de la Seine, particulièrement le quai des Célestins (bureaux de l'entreprise de battelerie possédée par Émile Ducrau, île Saint-Louis
- Samois (Seine-et-Marne)

#### Temps
Époque contemporaine ; l’enquête se déroule du 9 au 14 avril.

### Les personnages

#### Personnage principal
Émile Ducrau. Armateur de péniches. Marié, un fils, une fille. Âge mûr

#### Autres personnages
- Gassin, batelier sur la « Toison d’Or », péniche de Ducrau, veuf
- Jean Ducrau, fils d’Émile, élève à l’École des chartes, ami d’Aline
- Aline, fille de Gassin (en fait, de Ducrau), retardée mentale de 18 ans.
- Bébert, adjoint éclusier

## Éditions
- Préoriginale en feuilleton dans le quotidien Paris-Soir, nos 3517-3541 du 23 mai au 16 juin 1933
- Édition originale : Fayard, 1933
- Tout Simenon, tome 18, Omnibus, 2003  (ISBN 978-2-258-06103-3)
- Livre de poche no 14315, 2005  (ISBN 978-2-253-14315-4)
- Tout Maigret, tome 3, Omnibus, 2019  (ISBN 978-2-258-15044-7)

## Adaptations
- The Golden Fleece, téléfilm anglais de Rudolph Cartier, avec Rupert Davies, diffusé en 1961.
- La chiusa, téléfilm italien avec Gino Cervi, diffusé en 1968.
- Maigret en de drie gehangenen, téléfilm néerlandais avec Jan Teulings, diffusé en 1968.
- L'Écluse no 1, téléfilm français de Claude Barma, avec Jean Richard, diffusé en 1970.
- Maigret et l'Écluse numéro 1, téléfilm franco-belge d'Olivier Schatzky, avec Bruno Cremer, diffusé en 1994.

## Source
- Maurice Piron, Michel Lemoine, L'Univers de Simenon, guide des romans et nouvelles (1931-1972) de Georges Simenon, Presses de la Cité, 1983, p. 288-289  (ISBN 978-2-258-01152-6)